# Lovisa økonomiske region
Lovisa økonomiske region (svensk: Lovisa ekonomiska region, finsk: Loviisan seutukunta) består af to kommuner i det finske landskab Nyland.
Blandt de to kommuner er: Lovisa stad.